# Balassa Árpád
Balassa Árpád, születési és 1916-ig használt nevén Berger Árpád (Budapest, 1894. április 6. – Budapest, 1984. április 27.) építészmérnök, építőmester. Bátyja Balassa Emil (1888–1944) újságíró, színpadi szerző.

## Élete
Berger Lajos (1861–1923) könyvelő, cégvezető és Hirsch Regina (1863–1945) fiaként született zsidó családban. Apja 1906–1907-ben a Die Finanzielle Wacht című budapesti tőzsdelap, s ugyanezekben az években a Magyar Könyvszemle szerkesztő-tulajdonosa volt. Később a Pallas Irodalmi és Nyomdai Rt. alkalmazta cégvezetőként.
Középiskolai tanulmányait 1904 és 1912 között a Budapesti V. kerületi Magyar Királyi Állami Főreáliskolában végezte. 1911. október 1-jén a középiskolai Irodalmi Kör elnökévé választották. 1912-ben jeles érettségit tett. 1916-ban a Magyar Királyi József Műegyetem Építészmérnöki Karán szerzett oklevelet. Az 1920-as évek elején a simontornyai Fried Bőrgyárhoz szerződött.
A Budapesti Mérnöki Kamara 1924. november 26-án tartott választmányi ülésén felvette a Kamara tagjainak sorába. Tagfelvétele 1925. január 4-én emelkedett jogerőre. Megbízásainak száma 1941-ig alig érte el a tízet. Első fővárosi megbízását bátyjától, Balassa Emiltől kapta, aki részese volt az UHU Varietészínház megalapításának a Jókai tér 10. szám alatt (ma itt működik a Kolibri Színház). Kovács Bélával közösen tervezte a bérház első szintjének színházi terét. 1931-ben Gergely Gyula, a Magyar Általános Takarékpénztár igazgatójának tervezett Bauhaus-stílusú családi házat a II. kerületi Cserje utcában. 
1919 januárjától az akkori Tudor, ma Buday László utcában, az 5/b szám alatt kezdte meg közös életét feleségével. 1931-től a Kálmán és a Vadász utca sarkán álló bérház háromszobás, toronyműtermes lakását bérelte. 1944. június 21-én családjával el kellett hagynia otthonát és egy, a Margit híd kapujában lévő csillagos házba, – az 1945-ben elpusztult Rudolf tér 1-be – kellett többedmagával költöznie. A háborút követően néhány hónapig az általa tervezett Gyarmat utcai házban élt feleségével és gyermekeivel. 1947 karácsonyán visszaköltöztek Budára, az Ostrom utca 8/b. alatti modern bérházba.

### Családja
1918. december 15-én Budapesten házasságot kötött Radó Lilivel (1896–1977), Radó Lajos köz- és váltóügyvéd és Vadász Mária lányával. 
Gyermekei: Balassa Mária (1919–1981) orvos és Balassa P. Tamás (1922–2010) zeneszerző, karmester. 

## Munkái
- 1927: Budapest VII. kerület, Csengery utca 20. sz. a. ráépítés
- 1929: Budapest VII. kerület, Gyarmat u. 31.068/3. új tsz. lakóház, terv
- 1931: Budapest II. kerület, Cserje utca 14. (15101/3. hrsz.) családi ház
- 1938: Budapest X. kerület, Jegenye u. 2/a., fszt. műhely
- 1938: Budapest II. kerület, Házmán utca 7., egy em.
- 1942: Budapest XIV. kerület, Gyarmat utca 97/a családi ház
- 1942: Budapest XIV. kerület, Gyarmat utca 101/b egyemeletes, négylakásos bérház
- 1943: Budapest I. kerület, Tigris utca 29/a lakóház